# Ismael Durán
Ismael Durán (Punta Arenas, 8 de abril de 1949-Detroit, 5 de octubre de 2021), también conocido como Bandolero Durán, fue un cantautor y gestor cultural chileno comprometido con los movimientos por la justicia social y los derechos humanos en América Latina.

## Biografía
Ismael nació en 1949 en Punta Arenas, Chile, hijo de Ada Galfano y Darío Durán. Su adolescencia la vivió en la comuna de Puente Alto, donde comenzó a tocar la guitarra.
En 1973, después del golpe de Estado en Chile, emigró a Europa. En París conoció a su esposa, Mary Clare Carolan, maestra primaria de arte y lenguaje, con quien se mudó a la ciudad de Detroit, Michigan en Estados Unidos, donde criaron a sus hijos.

### Inicios en la música (1975-1983)
En el extranjero, Ismael conoció a las comunidades de exiliados chilenos en ciudades como Toronto y San Francisco, y comenzó a hacer música de raíz folclórica con contenidos de protesta y conciencia social, inspirado en músicos como Atahualpa Yupanqui, Violeta Parra y Víctor Jara y movimientos culturales como la Nueva Canción y la Nueva Trova. Conoció en esa época a cantores latinoamericanos como el argentino León Gieco, el uruguayo Daniel Viglietti y el boliviano Manuel Monroy Chazarreta. Uno de sus grandes amigos y colaboradores fue el cantautor Marcelo Puente, y durante años Ismael interpretó varias canciones compuestas por éste, como "Compañero" (homenaje a los caídos en la resistencia antidictatorial) y "Cuando Vuelvas" (canción para los exiliados que retornaban al país). 
En 1982 ayudó a fundar la "Peña El Caminero" en la ciudad de Aguascalientes, México. Durante su tiempo en ese país hizo amistad con los cantantes mexicanos Gabino Palomares y León Chávez Teixeiro.

### Retorno a Chile (1984-1990)
En 1984 Ismael regresó a Santiago para participar junto a otros artistas chilenos en el movimiento político-cultural contra la dictadura militar de Augusto Pinochet. Se acercó al "Taller Sol", espacio contracultural fundado por el poeta y diseñador gráfico Antonio Kadima, con quien realizó una gira artística por Europa para difundir la realidad chilena. En 1985, grabó junto a Ana María Miranda la canción "El Paro Lo Agito Yo" (incluido en el disco Movimiento Democrático Popular)y "Por ti Juventud", un llamado a la unidad entre el MIR y el FPMR (incluido años más tarde en el disco Con Vista a la Esperanza publicado en honor a Miguel Enríquez). También tocaba frecuentemente en actividades solidarias en peñas, sindicatos, poblaciones y universidades junto a colegas como Rebeca Godoy, Cristina Narea, Payo Grondona, Jorge Venegas y Luis Le-Bert y grupos como Transporte Urbano, Sol y Lluvia y De Kiruza.
Invitado junto a otros artistas chilenos, en 1985 Ismael participa en el XII Festival Mundial de la Juventud y los Estudiantes en la Unión Soviética. En 1987, asistió como traductor para el actor estadounidense Christopher Reeve (famoso en esa época por interpretar a "Superman: The Movie"), quien visitó Chile después de que actores y dramaturgos opositores a Pinochet recibieron amenazas de muerte enviadas por grupos de extrema derecha. También ayudó de forma similar en la visita del cantante y activista estadounidense Pete Seeger.
En 1988, junto a Patricio Lanfranco y Juan Valladares del grupo Amauta, abrió el espacio cultural "Casa de los Músicos" en el Barrio Bellavista. En 1989, trabajó en el concierto por los derechos humanos "Desde Chile... Un Abrazo a la Esperanza", organizado en octubre de 1990 en Santiago por Amnistía Internacional, con invitados internacionales como Peter Gabriel, Sinéad O'Connor y Rubén Blades.

### Estilo musical y discografía
El repertorio musical de Ismael incluía chacareras, milongas, corridos, sones, canciones latinoamericanas de protesta, y algunas canciones de su propia autoría. Una de sus canciones favoritas, "Los Pequeños Ambulantes", denunciaba la persecución que sufrían los niños que trabajaban de vendedores ambulantes por parte de la policía chilena (los "pacos"). También creó la canción "El Amor es un Arma Muy Peligrosa" en homenaje a los hermanos Rafael, Eduardo y Pablo Vergara Toledo, jóvenes militantes del MIR asesinados por la dictadura en 1985 y 1988. Grabó una versión en español de They Dance Alone (Cueca Solo), escrito por el cantante británico Sting.
Ismael publicó tres discos de estudio: Traigo Buenas Nuevas, grabación casera de 1983, Memorias de la Dignidad en 1988 con el grupo Vimanas (integrado por Piny Levalle, Pablo Trosman, Luis Chomicz y Celso Barría) y Bandolero en 1989 junto al grupo homónimo (integrado por Enrique Luna, Carlos Aguirre, Jaime Vivanco, Claudio Araya, Jaime Vásquez y Sandro Salvati).

### Regreso a Estados Unidos (1990-2021)
En 1990, Ismael volvió con su familia a Michigan, donde levantó varias iniciativas comunitarias con conciertos y clases de música y arte para la comunidad inmigrante de Southwest Detroit. Levantó un centro cultural en los años 90 con el apoyo de la iglesia Holy Redeemer, y junto al chef chileno Roberto Cáceres abrió un restorán español llamado Don Ricardo's. En 1995 y 1999 organizó giras musicales en Estados Unidos y Canadá con el grupo Congreso. A fines de los noventa, apoyó el regreso a Chile de su hijo Vicente, quien se hizo conocido como rapero por su nombre artístico SubVerso. Con su hija Amelia, fundó en 2011 el centro comunitario Garage Cultural, dedicado a preservar la cultura latinoamericana en Estados Unidos. En la década de 2010 tocaba junto a su nieto Gabriel Durán, que lo acompañaba en guitarra, percusión y voces, y más tarde formó una banda con otros músicos inmigrantes llamado "Comparsa Sur".
"Bandolero" siguió haciendo giras por Latinoamérica y el Caribe y Europa y Australia, y en varias ocasiones fue invitado al festival de música Cubadisco en La Habana, gestionando intercambios con artistas y activistas de Chile y Estados Unidos en contra del bloqueo estadounidense a Cuba.Participó activamente en la solidaridad internacional con los familiares de los 43 estudiantes desaparecidos de Ayotzinapa. También apoyaba a la organización comunitaria "La Peña del Bronx", fundado por dos ex presos políticos miristas, Víctor Toro y Nieves Ayress.
Ismael "Bandolero" Durán falleció de un tumor en octubre de 2021, en Detroit.